# Neptis carcassoni
Neptis carcassoni är en fjärilsart som beskrevs av Van Son 1959. Neptis carcassoni ingår i släktet Neptis och familjen praktfjärilar. Inga underarter finns listade i Catalogue of Life.